# Phasslayne
Phasslayne ist eine englische Speed-Metal- und New-Wave-of-British-Heavy-Metal-Band aus Newcastle upon Tyne, die 1982 gegründet wurde, sich 1985 auflöste und seit 2014 wieder aktiv ist.

## Geschichte
Die Band wurde Ende 1982 gegründet, wobei der Kern aus dem Songwriter-Duo Micheal Maughan und Paul Gago bestand. Es folgten die ersten Auftritte, wobei sich die Besetzung mehrfach änderte. Zeitweise war die Band durch den Einsatz eines Sängers ein Quartett, jedoch entschied man sich dazu, dass Maughan neben der Gitarre auch den Gesang übernahm. Mit Gago am Bass und dem Schlagzeuger Andrew Stidolph fand sich ab Mitte 1984 eine stabile Besetzung. Im August wurde daraufhin ein Demo in Umlauf gebracht. Daraufhin unterzeichnete die Band am 17. Dezember 1984 einen Plattenvertrag bei Neat Records und nahm in den labeleigenen Impulse Studios das erste Album auf. Dieses erschien Anfang 1985 unter dem Namen Cut It Up, auf dem unter anderem eine Coverversion von Elvis Presleys King Creole enthalten ist. Bereits kurz nach der Veröffentlichung, oder möglicherweise wie bei Ethel the Frog noch vor der Veröffentlichung, kam es zur Auflösung der Band. Während das Album in Großbritannien bei Neat Records erschien, fand die Veröffentlichung in den restlichen Teilen Europas bei Roadrunner Records statt. 2014 fand sich die Band wieder zusammen und war 2015 auf dem Brofest zu sehen.

## Stil
Laut Malc Macmillan in The N.W.O.B.H.M. Encyclopedia hat sich die Band am Rande der frühen Speed-Metal-Szene, die sich damals am Höhepunkt der NWoBHM im Nordosten England gebildet habe, angesiedelt. Besonders beeinflusst worden sei sie dabei durch Bands wie Raven oder Avenger. Der Versuch, auf Cut It Up rohen Metal in hoher Geschwindigkeit zu spielen, resultiere darin, dass der Rest der Band nicht mit der E-Gitarre mithalten könne. In den langsameren Liedern des Albums erinnere Phasslayne an Savage und Chariot. Laut Martin Popoff in The Collector’s Guide of Heavy Metal Volume 2: The Eighties klingt die Band auf ihrem Album wie eine Mischung aus anderen Neat-Records-Bands wie Hellanbach, Tysondog und Avenger. Auch er fand, dass die Gruppe in kommerzielleren und langsameren Liedern besser klinge. Phasslayne sei einer Gruppe wie Warfare allerdings einen Schritt voraus. Frank Kleiner vom Metal Hammer stellt in seiner Rezension zum Album fest, dass hierauf unvorhersehbarer Metal zu hören ist. Der Gesang sei klar und drifte gelegentlich ins Kommerzielle ab. Die Instrumente seien hart und treibend. Insgesamt werde das Album durch „Abwechslung, Ideenreichtum und Spielkönnen“ geprägt. Ein paar Ausgaben später wurde geschrieben, dass die Gruppe durch Van Halen und Gary Moore beeinflusst wurde.

## Diskografie
- 1983: Important Record Gosforth (Demo, Eigenveröffentlichung)
- 1984: Desert Sound Demo (Demo, Eigenveröffentlichung)
- 1985: Cut It Up (Album, Neat Records)